# خوان اوستویک
خوان اوستویک (اسپانیایی: Juan Ostoic‎; ۲۱ مارس ۱۹۳۱ – ۲۵ ژوئن ۲۰۲۰) بازیکن بسکتبال اهل شیلی بود. وی در بازی‌های المپیک تابستانی ۱۹۵۲ و ۱۹۵۶ شرکت کرده‌است.